# Pèire de Marca
Pèire de Marca (Gan, 24 de gener de 1594 - París, 29 de juny de 1662) fou un historiador i arquebisbe occità. Dedicà la seva vida al servei dels interesos de la monarquia francesa. Fou el principal responsable de la governació francesa de Catalunya durant la Guerra dels Segadors.

## Biografia

### Inicis al servei de la monarquia
De jove va estudiar als jesuïtes, i posteriorment dret a la Universitat de Tolosa. Va exercir d'advocat a la vila de Pau, a on es va casar el 1618. El 1631 va morir la seva esposa. El 1642 va vestir-se amb els hàbits religiosos, abandonant la carrera jurídica.
Des del 1615 era l'únic membre catòlic del Consell Sobirà de Bearn. Un cop aquest territori va passar a domini directe de la monarquia francesa va esdevenir el president del Parlament de Navarra. Des del 1621 era membre del Consell de Pau, i l'any següent fou nomenat president del seu parlament, així com Mestre racional el 1639.
Els seus serveis li valgueren ser nomenat conseller d'Estat el 1640, motiu pel qual es traslladà a París. El 1641 va publicar De concordia sacerdotii et imperii, obra en la qual defensava el supremacisme gal a tots els territoris de la monarquia franca: el rei el va recompensar nomenant-lo bisbe de Coserans, tot i que el papa de Roma no li va permetre exercir-ne les funcions fins al 1648, ja que s'oposava al contingut d'aquest llibre, que havia inclòs a l'Índex.

### Home fort a Catalunya: 1644-1651
El 1644 el rei Lluís XIV de França el va enviar a Catalunya en plena Guerra dels Segadors com a visitador reial més o menys secret, amb l'encàrrec d'informar París dels esdeveniments. Com que era l'home de confiança del cardenal Mazzarino, es va convertir en el personatge més poderós de la nova administració francesa al Principat, independentment de qui fossin els virreis oficials. De fet, cada vegada que es produïa un cessament Marca prenia el poder de manera interina.
A la seva arribada el governador Argenson fou immediatament destituït, i Pèire de Marca fou decisiu en el cessament del lloctinent reial La Mothe. La seva funció principal va ser dirigir la repressió contra el bàndol filipista. Per fer-ho va disposar de la col·laboració del canceller de la Reial Audiència Llorenç Barutell. Alguns dels nobles i clergues partidaris de la monarquia hispànica detinguts o desterrats van ser, per exemple, el bisbe de Vic, l'abat de Besalú, l'abat de Santes Creus… L'estiu de 1645 va descobrir un complot per lliurar la ciutat de Barcelona a les tropes espanyoles, motiu pel qual va desterrar el diputat eclesiàstic Gispert Amat i l'abat de Sant Pau del Camp.
El visitador també va intervenir en les lluites internes del bàndol profrancès. El 1648 va encapçalar l'oposició de les institucions catalanes al virrei de torn Michele Mazzarino, germà del seu protector, oposant-se a l'opinió del regent de l'Audiència Josep Fontanella. Aquell mateix any, a l'abril, Pèire de Marca fou finalment ordenat sacerdot amb el permís de Roma, després que hagués modificat el seu llibre "De concoria...". Un cop feta la cerimònia a Barcelona, va haver d'anar expressament a Narbona per ser consagrat també com a bisbe de Coserans, ja que Michele Mazzarino no permeté que es fes la cerimònia a Montserrat, malgrat haver-li-ho promès.
El 1649 fou el punt àlgid de la repressió, coincidint amb la pèrdua gradual de posicions franceses en el marc de la Guerra dels Segadors: De Marca va fer executar l'oïdor de la Diputació Domènec de Negrell. Finalment va abandonar Catalunya amb la retirada francesa.
Durant aquests anys Pèire de Marca va estudiar la documentació catalana que li va servir per escriure els dos primers volums de la futura obra Marca hispanica sive limes hispanicus, amb el títol inicial de "Catalonia illustrata".

### Delimitador de la frontera entre monarquies
El 1651, o 1652, fou ascendit a arquebisbe de Tolosa.
Pels seus profunds coneixements sobre el territori i la història de Catalunya, va anar a l'Illa dels Faisans per assessorar l'ambaixada francesa que va negociar hàbilment el Tractat dels Pirineus. Posteriorment, ell i el bisbe d'Aurenja foren els delegats francesos triats pel cardenal Mazzarino per anar a la Conferència de Ceret, a on espanyols i francesos havien de pactar el traçat de la nova frontera sorgida. La seva intervenció fou determinant en la manera com es va delimitar la línia fronterera, ja que els seus coneixements li permeteren confondre els delegats de Felip IV.
Posteriorment, va desplegar tot aquest coneixement a l'obra Marca hispanica sive limes hispanicus, a on Pière de Marca va argumentar el domini de la monarquia francesa sobre Catalunya. Fou publicada pòstumament a París el 1668 pel seu secretari, l'historiador Étienne Baluze (1630-1718), amb documents extrets dels arxius dels principals monestirs (de Ripoll, concretament, el Carmen Campidoctoris) i arxius senyorials del Principat de Catalunya, així com de l'obra de Jeroni Pujades. Molts d'aquests arxius no s'han conservat i fan d'aquesta obra molt útil per als estudis històrics.
La seva trajectòria al servei del rei fou finalment recompensada amb el nomenament el 1662 com a arquebisbe de París, però va morir abans que pogués prendre possessió del càrrec.

## Obres

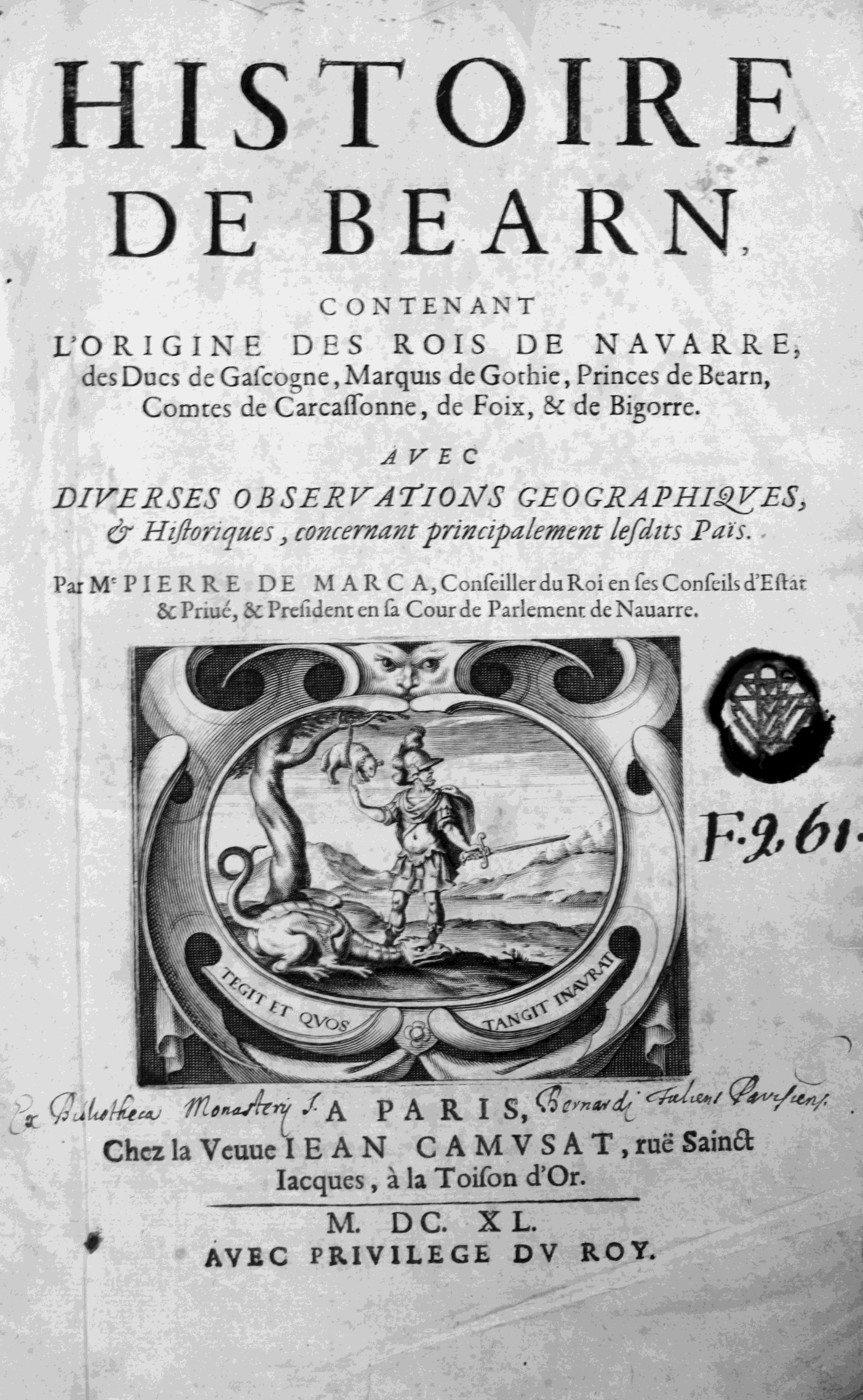

- Discours sur l'Édit de rétablissement de la religion catholique en Béarn (1618).[1]
- Histoire du Béarn (París, 1640).[1] Primera obra que ressegueix la història del Bearn. Molt útil per l'ús que fa d'arxius avui desapareguts.
- De concordia sacerdotii et imperii seu de liberitatitus ecclesiae gallicanae (París, 1641).[1] o De la concorde du sacerdoce et de l'État.
- Marca hispanica sive limes hispanicus, hoc est, Geographica & historica descriptio Cataloniae, Ruscinonis, & circum jacentium populorum (París, 1688).[1]